# Guy Ballard
Guy Ballard (ur. 28 lipca 1878 w Burlington w stanie Iowa, zm. 29 grudnia 1939 w Los Angeles) – amerykański inżynier górniczy, który wraz z żoną Edną założył ruch religijny „Jam jest”.

## Życiorys
Guy Ballard urodził się w miejscowości Burlington w stanie Iowa. W roku 1916 ożenił się z Edną. Podczas I wojny światowej służył w Armii Stanów Zjednoczonych, a po niej został inżynierem górniczym, przy okazji wraz z żoną intensywnie studiując nad teozofią i okultyzmem.
Ballard twierdził, że w roku 1930, podczas wspinania się na Górę Shasta, spotkał człowieka, który przedstawił mu się jako Hrabia de Saint-Germain, od którego to dowiedział się, że należy do nadprzyrodzonej hierarchii, określanej jako wniebowstąpieni mistrzowie. Po tym fakcie Guy i Edna Ballardowie założyli opierający się na teozofii ruch, który nazwali Działalność Religijna "JAM JEST". Ruch ten zdobył sobie wielu zwolenników, osiągając w 1938 roku milion wyznawców.
U szczytu popularności ruchu Guy Ballard zmarł na arteriosklerozę 29 grudnia 1939 roku o godzinie 5 rano w domu syna Donalda w Los Angeles. 31 grudnia jego ciało zostało skremowane. W Nowy Rok, podczas corocznego święta Christmas Class, jego żona powiedziała, że wniebowstąpił on 31 grudnia o północy z "Royal Teton Retreat". Jego śmierć spowodowała spadek popularności ruchu, jako że twierdził on, że jest panem śmierci, tak więc wielu wyznawców poczuło się oszukanych.